# Moustey
Moustey (gaskonsko Mostèirs-Viganon) je naselje in občina v francoskem departmaju Landes regije Akvitanije. Naselje je leta 2009 imelo 665 prebivalcev.

## Geografija
Kraj leži v pokrajini Gaskonji znotraj naravnega regijskega parka Landes de Gascogne ob sotočju rek Grande in Petite Leyre, 61 km severozahodno od Mont-de-Marsana.

## Uprava
Občina Moustey skupaj s sosednjimi občinami Belhade, Liposthey, Mano, Pissos in Saugnacq-et-Muret sestavlja kanton Pissos s sedežem v Pissosu. Kanton je sestavni del okrožja Mont-de-Marsan.

## Zanimivosti
- romanska cerkev sv. Martina iz 12. do 15. stoletja, vmesna postaja na romarski poti v Santiago de Compostelo, via Turonensis,
- romanska cerkev Notre-Dame de Moustey iz 13. do 15. stoletja,
- cerkev sv. Petra, Biganon, iz 11. stoletja, z vodnjakom sv. Rufina,
- kamen z vklesano školjko, simbolom Jakobove poti, ter tisočico, tj. 1000 km do Santiaga de Compostele.